# Pseudopanthera argillea
Pseudopanthera argillea är en fjärilsart som beskrevs av Loritz 1947. Pseudopanthera argillea ingår i släktet Pseudopanthera och familjen mätare. Inga underarter finns listade.